# (14605) Hyeyeonchoi
(14605) Hyeyeonchoi (1998 SD123) – planetoida z pasa głównego asteroid okrążająca Słońce w ciągu 3,41 lat w średniej odległości 2,26 j.a. Odkryta 26 września 1998 roku.